# Henning Rethmeier
Henning Rethmeier (né en 1953 à Uetersen) est un peintre allemand.

## Biographie
Rethmeier étudie à la Fachhochschule Kiel auprès de Harald Duwe.
La peinture de Rethmeier est autant figurative qu'abstraite. Il utilise principalement les techniques de la peinture et du collage en se basant sur la couleur.

## Source de la traduction
- (de) Cet article est partiellement ou en totalité issu de l’article de Wikipédia en allemand intitulé « Henning Rethmeier » (voir la liste des auteurs).